# Jon Kabira
Jon Kabira (ジョン・カビラ Kabira Jon?, nacido el 1 de noviembre de 1958) es un presentador de radio y televisión, tarento y locutor japonés. 
Hijo de Chosei Kabira, quien fuese un locutor japonés y Wandalee Weaver, profesora estadounidense radicada en Japón. Kabira es principalmente conocido fuera de Japón por ser el narrador de la serie de videojuegos Winning Eleven desde sus inicios hasta el día de hoy donde ha participado junto a varias personalidades relacionadas con el fútbol de su país, entre los que destacan los exinternacionales con Japón Hiroshi Nanami, Kenta Hasegawa y Tsuyoshi Kitazawa con quien hace dupla de comentaristas para el juego de Konami desde el año 2005.

## Primeros años y estudios
En 1972 su familia se muda desde Okinawa a Tokio, donde Jon realiza sus estudios secundarios y la preparatoria en la ASIJ (American School in Japan) junto a su hermano Jay. 
Realiza sus estudios superiores en la International Christian University y Universidad de California en Berkeley.

## Carrera
Luego de graduarse trabajó en CBS Sony hasta que ganó un concurso realizado por TBS Radio, con el cual consiguió el puesto de DJ en FM Yokohama, luego de eso y hasta el día de hoy ha sido parte en distintos programas de la emisora J-Wave donde actualmente comparte programa junto al ex-seleccionado japonés Tulio en JK RADIO ~TOKYO UNITED~.
Kabira ha prestado su voz como locutor en las más importantes cadenas de televisión japonesa tales como NHK donde fue el narrador de siete temporadas de la versión japonesa de Thomas y sus amigos, TBS,  Fuji TV, TV Tokyo y WOWOW en donde es el presentador para Japón de los Premios Óscar y los Grammy hasta el día de hoy. 
Durante la primera década del 2000 incursionó con el doblaje, en Goal! y una película de Pokémon como narrador y siendo de parte de la serie de películas de Shrek como la voz de la camarera Doris.
Además ha sido la voz en comerciales para importantes empresas japonesas y extranjeras tales como Rakuten, AXA, Kirin, Japan Airlines y Fujitsu.

## Vida personal
Es amigo del empresario japonés Kaz Hirai, ex-CEO de Sony Corporation y uno de los nombres más importantes a cargo de PlayStation, su amistad se remonta a su época escolar en donde compartieron estudios en la ASIJ y posteriormente cuando ambos compartieron trabajo en CBS Sony después de graduarse.

### Videojuegos
- Winning Eleven (Comentarista)
- Hyper Formation Soccer (Supervisor y Comentarista)
- J. League Jikkyou Honoo no Striker (Comentarista)
- Hakunetsu Pro Yakyuu Ganba League (Voz)

### Doblaje
- Thomas y sus amigos (Narrador)
- Shrek 2, 3 y 4 (Doris)
- Goal! (Narrador)
- Pokémon: El Destino de Deoxys (Narrador de Batallas)